# Louargat
 Louargat  (en bretón Louergad) es una población y comuna francesa, situada en la región de Bretaña, departamento de Côtes-d'Armor, en el distrito de Guingamp y cantón de Belle-Isle-en-Terre.

## Demografía
| 4 031 | 3 529 | 4 419 | 5 005 | 5 004 | 3 833 | 4 042 | 4 249 | 4 428 | 4 277 | 4 328 | 4 357 | 4 580 | 4 612 | 4 311 | 4 416 | 4 375 | 4 346 | 4 071 | 3 970 | 3 779 | 3 466 | 3 517 | 3 104 | 3 067 | 2 762 | 2 570 | 2 428 | 2 340 | 2 179 | 2 224 | 2 128 | 2 126 | 2 208 |
| Para los censos de 1962 a 1999 la población legal corresponde a la población sin duplicidades (Fuente: INSEE [Consultar]) |       |       |       |       |       |       |       |       |       |       |       |       |       |       |       |       |       |       |       |       |       |       |       |       |       |       |       |       |       |       |       |       |       |